# Friedrich Tiedemann

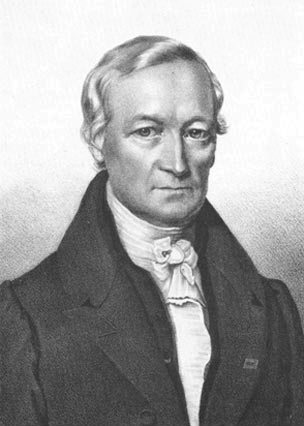
Friedrich Tiedemann, 1820

Friedrich Tiedemann (* 23. August 1781 in Kassel; † 22. Januar 1861 in München) war ein deutscher Anatom und Physiologe, der sich vor allem mit der vergleichenden Anatomie beschäftigte, Hochschullehrer in Heidelberg und Landshut sowie ein Förderer der Kenntnisse zur Entwicklungsgeschichte war. Tiedemann war ein entschiedener Vertreter einer experimentellen Naturwissenschaft und lehnte die romantische Naturforschung in der Tradition der Naturphilosophie Schellings ab.

## Leben und Wirken
Tiedemann war der älteste Sohn von Dietrich Tiedemann und dessen Frau Sophie Rothausen. Er besuchte in Marburg das Gymnasium. Im Herbst 1798 begann Tiedemann an der Universität Marburg Medizin zu studieren. Seine praktische medizinische Ausbildung erhielt er seit dem Frühjahr 1802 zuerst in Bamberg und ab Herbst 1802 am Julius-Hospital in Würzburg. Zu seinen Lehrern dort gehörten Joseph Nikolaus Thomann (1764–1805) und Carl Caspar von Siebold. Im Frühjahr 1803 kehrte Tiedemann nach Marburg zurück uns setzte dort sein Studium fort. Am 10. März 1804 erlangte er den Grad eines Doktors der Medizin. Im Sommersemester 1804 war Tiedemann Privatdozent an der Universität Marburg. Außerdem besuchte er die Kurse über Physiologie, vergleichende Osteologie und Kraniologie von Franz Joseph Gall. Ab Oktober 1804 hielt sich Tiedemann in Würzburg auf, wo er die Vorlesungen von Friedrich Wilhelm Joseph Schelling hörte. Im Frühjahr 1805 begab er sich nach Paris, um bei Georges Cuvier zu studieren. Während dieser Zeit begegnete er Samuel Thomas von Soemmerring.
1806 erhielt er eine Professur für Anatomie und Zoologie an der Universität Landshut. Von 1816 bis zu seiner Emeritierung 1849 war er Professor für Anatomie und Physiologie in Heidelberg. Er war dort als Direktor des Anatomischen Instituts Nachfolger von Jacob Fidelis Ackermann, auf Tiedemann folgte Jacob Henle.
Schon bald nach seiner Berufung nach Landshut veröffentlichte er 1808–1814 das dreibändige Werk Zoologie, zu seinen Vorlesungen entworfen. Darin handelt er im 1. Band den Menschen und die Säugetiere, im 2. und 3. die Vögel ab. In der 1816 erschienenen Anatomie der Bildungsgeschichte des Gehirns verglich Tiedemann die embryonale Entwicklung des Gehirns bei Wirbeltieren und Menschen und fand übereinstimmende Entwicklungsprinzipien. Er war damit einer der Wegbereiter der Evolutionstheorie. Zusammen mit Leopold Gmelin veröffentlichte er in seiner Heidelberger Zeit grundlegende Arbeiten zur Blutphysiologie und Verdauung bei Menschen und Tieren (Die Verdauung nach Versuchen, 1826–1827). Bereits 1827 vermuteten Tiedemann und Gmelin die eiweißauflösende Wirkung des Bauchspeicheldrüsensaftes. Tiedemanns Bestreben, in Heidelberg und Umgebung mehr Leichname für die Lehre zu erhalten, blieb häufig erfolglos. Allerdings erfuhr die Heidelberger anatomische Sammlung unter Tiedemann einen erheblichen Aufschwung. Er benutzte diese Präparate zu Demonstrationszwecken während der Vorlesungen. Er präparierte selbst und besaß ein ausgeprägtes handwerkliches Können.
In seiner Abhandlung Von der Verengung und Schliessung der Pulsadern in Krankheiten (1843) beschreibt er unter anderem den bei der „Verknöcherung“ und der dadurch bedingten Verengung der Koronararterien bestehenden Zusammenhang von Arteriosklerose und der koronaren Herzkrankheit.
Mit Gottfried Reinhold und Ludolf Christian Treviranus gab er von 1824 bis 1835 die fünf Bände der Zeitschrift für Physiologie heraus.

### Familie
Tiedemann war seit dem 30. März 1807 mit Jenny Rosa von Holzing (1791–1871) verheiratet. Aus der Ehe gingen vier Söhne und drei Töchter hervor, von denen drei jung starben. Drei Söhne nahmen 1848/49 an der Badischen Revolution teil. Der älteste, Gustav, wurde 1849 erschossen, die anderen beiden, darunter Heinrich (1813–1895), emigrierten in die Vereinigten Staaten. Seine Tochter Cunigunda (Kunigunde) Maria Sophia Dorothea (1809–1889) war in erster Ehe mit Vincenz Fohmann und in zweiter Ehe mit Theodor von Bischoff verheiratet.

### On the brain of the negro
In der Abhandlung On the brain of the negro, compared with that of the European and the orang-outang (1836) trat er den zeitgenössischen rassistischen Theorien, auf denen der zur wissenschaftlichen Begründung der „Ausbeutung eines Teils der Menschheit durch weiße Kolonialherren“ dienende Forschungszweig der Rassenanatomie beruhte, entgegen und stellte fest, dass es keine angeborenen intellektuellen Unterschiede zwischen Menschen unterschiedlicher Hautfarbe gibt. Bei der Volumenbestimmung von Schädelinhalten und Gehirngrößen stellte er „bei allen Menschen-Rassen eine gleiche, mittlere, innerhalb gewisser Gränzen schwankende Größe“ fest, zeigte, dass der Mensch weder absolut noch im Vergleich zur Körpergröße das größte Gehirn hat und widersprach damit den Ergebnissen von Samuel Thomas von Soemmerring, Paul Broca und anderen Kollegen seiner Zeit. Als einzige Veröffentlichung Tiedemanns erschien diese Abhandlung zuerst in englischer Sprache (in den Philosophical Transactions of the Royal Society) und erst 1837 in Heidelberg unter dem Titel Das Hirn des Negers mit dem des Europäers und Orang-Outangs verglichen (Orang-Utan ist malaiisch und wurde als „Waldmensch“ übersetzt). Tiedemann wollte damit die Abschaffung der Sklaverei durch die britische Regierung (1833) würdigen.

### Zitat
Von Tiedemann stammt der im Jahr 1830 von ihm formulierte Ausspruch 

„Ärzte ohne Anatomie sind Maulwürfen gleich: sie arbeiten im Dunkeln, und ihrer Hände Tagewerk sind Erdhügel.“

## Ehrungen
1828 wurde er Mitglied der Deutschen Akademie der Naturforscher Leopoldina. Seit 1812 war er Mitglied der Preußischen Akademie der Wissenschaften, seit 1814 der Académie des sciences, seit 1827 der Königlich Niederländischen Akademie der Wissenschaften, seit 1837 der Académie royale des Sciences, des Lettres et des Beaux-Arts de Belgique, seit 1838 der Royal Society of Edinburgh und seit 1857 der Bayerischen Akademie der Wissenschaften. 1849 wurde er in die American Academy of Arts and Sciences gewählt. Am 9. Juni 1832 wurde Tiedemann als Auslandsmitglied („Foreign Member“) in die Royal Society gewählt.
1832 wurde Tiedemann „Ritter“ des Verdienstordens der Bayerischen Krone. 1851 wurde er mit dem Orden pour le Mérite für Wissenschaften und Künste geehrt.

## Grabstätte

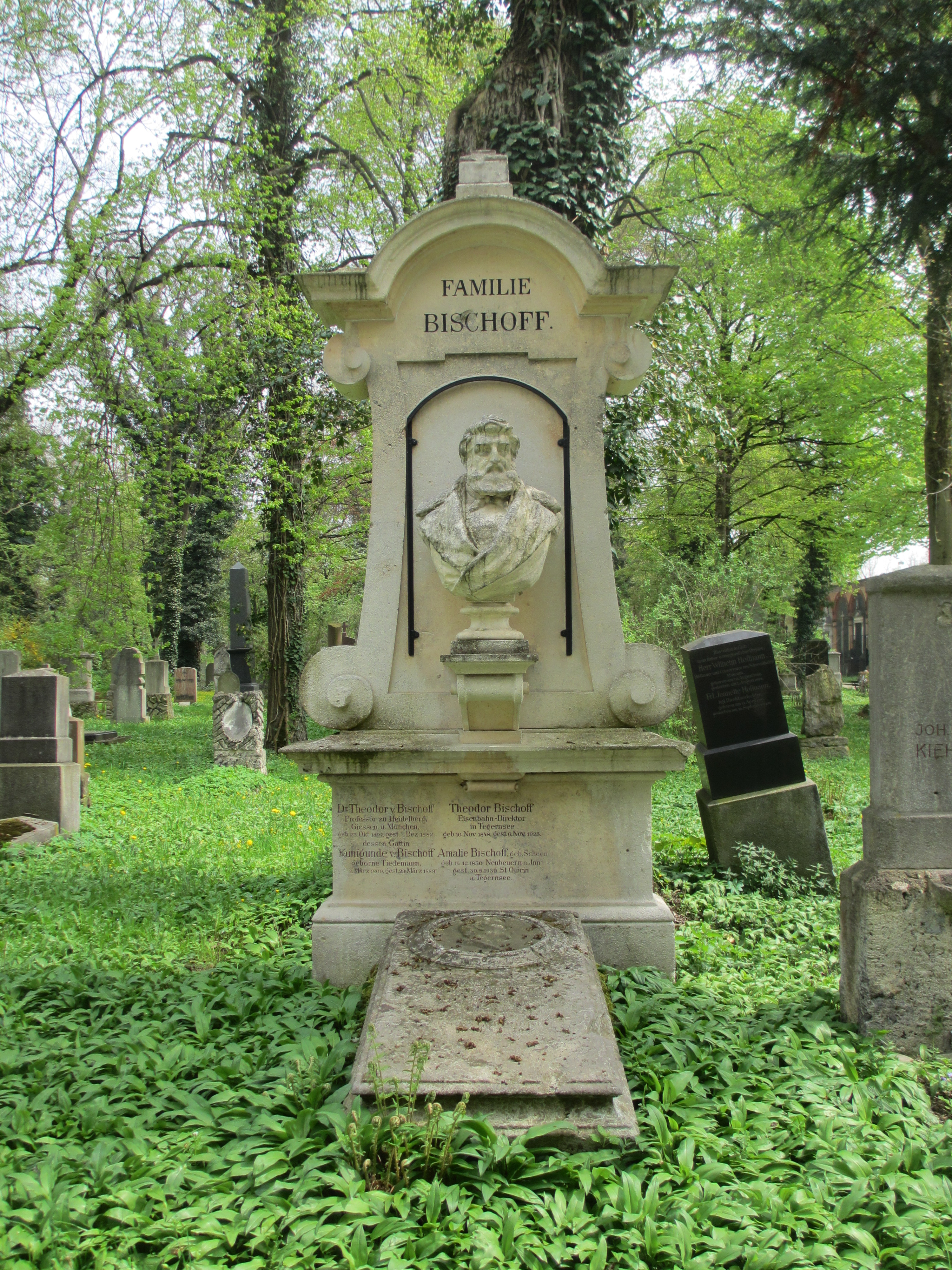
Grab von Friedrich Tiedemann im Grab von Theodor Bischoff auf dem Alten Südlichen Friedhof in München (Gräberfeld 42 – Reihe 13 – Platz 14 –)

Tiedemanns Grabstätte befindet sich im Grab seines Schwiegersohns Theodor von Bischoff auf dem Alten Südlichen Friedhof in München (Gräberfeld 42, Reihe 13, Platz 14, Standort). Seine Tochter Kunigunde (* 3. März 1809, Nürnberg; † 23. März 1889) hatte die Grabstelle 1861 ursprünglich für ihren Vater erworben, bevor die Grabstelle beim Tod ihres Mannes Theodor von Bischoff 1883 in das Familiengrab Bischoff umgewandelt und vergrößert wurde. Tiedemann ist auf dem Grab nicht mehr erwähnt.

## Schriften (Auswahl)
- Zoologie. Landshut 1808–1814:
  - Band 1: Allgemeine Zoologie, Mensch und Säugthiere. Landshut 1808 (Digitalisat).
  - Band 2: Anatomie und Naturgeschichte der Vögel. Landshut 1810 (Digitalisat).
  - Band 3: Anatomie und Naturgeschichte der Vögel. Landshut 1814 (Digitalisat).
- Anatomie des Fischherzens. Landshut 1809 (Digitalisat).
- Anatomie und Naturgeschichte des Drachen. Nürnberg 1811 (Digitalisat, Digitalisat).
- Anatomie der kopflosen Missgeburten. Landshut 1813 (Digitalisat, Digitalisat).
- Anatomie und Bildungsgeschichte des Gehirns im Foetus des Menschen: nebst einer vergleichenden Darstellung des Hirnbaues in den Thieren. Nürnberg 1816 (Digitalisat).
  - Anatomie du cerveau, contenant l’histoire de son développement dans le foetus, avec une exposition comparative de sa structure dans les animaux. Paris 1823 (Digitalisat) – übersetzt durch Antoine-Jacques-Louis Jourdan.
    - The anatomy of the foetal brain; with a comparative exposition of its structure in animals […] To which are added, some late observations on the influence of the sanguineous system over the development of the nervous system in general. Edinburgh 1826 (Digitalisat) – aus dem Französischen übersetzt von Bennett William.
- Anatomie der Röhren-Holothurie des pomeranzfarbigen Seesterns und Stein-Seeigels. Eine im Jahre MDCCCXII vom Französischen Institut gekrönte Preisschrift. Thomann, Landshut 1816 (Digitalisat).
- Naturgeschichte der Amphibien. Heft 1: Gattung. Krokodil. Engelmann, Heidelberg 1817 (Digitalisat) – mit Joseph Liboschitz und Nikolaus Michael Oppel.
- Abhandlung über das vermeintliche bärenartige Faulthier. Heidelberg 1820 (Digitalisat).
- Versuche über die Wege, auf welchen Substanzen aus dem Magen und Darmkanal ins Blut gelangen, über die Verrichtung der Milz und die geheimen Harn-Wege. Heidelberg 1820 (Digitalisat) – mit Leopold Gmelin.
  - Recherches sur la route, qui prennent diverses substances pour passer de l’éstomac et du canal intestinal dans le sang; sur la fonction de la rate, et sur les voies cachées de l’urine. Paris 1821 (Digitalisat) – übersetzt von S. Heller.
- Icones cerebri simiarum et quorundam mammalium rariorum. Heidelberg 1821 (Digitalisat).
- Tabulae arteriarum corporis humani / Abbildungen der Pulsadern des menschlichen Koerpers. Karlsruhe 1822 (Digitalisat, Digitalisat).
- Tabulae nervorum uteri. Heidelberg 1822.
- Die Verdauung nach Versuchen. 2 Bände, Groos, Heidelberg / Leipzig 1826–1827 (Band 1, Band 2) – mit Leopold Gmelin.
- Zu Samuel Thomas von Sömmering’s Jubelfeier. Heidelberg / Leipzig 1828 (Digitalisat).
- Rede bei der Eröffnung der Versammlung deutscher Naturforscher und Aerzte in Heidelberg am 18. September 1829. Heidelberg 1829 (Digitalisat).
- Physiologie des Menschen. 2 Bände, Carl Wilhelm Leske, Darmstadt 1830–1836 (Band 1, Band 3).
  - Traité complet de physiologie de l’homme. 2 Teile, Paris 1831 (Teil 1, Teil 2) – Übersetzung von Band 1 durch Antoine-Jacques-Louis Jourdan.
  - A systematic treatise on comparative physiology, introductory to the physiology of man. London 1834 (Digitalisat) – Übersetzung von Band 1 durch James Manby Gully (1808–1883) und James Hunter Lane (1806/7–1853).
- On the brain of the negro, compared with that of the European and the orang-outang. In: Philosophical Transactions of the Royal Society of London. Band 126, 1836, S. 497–527 (doi:10.1098/rstl.1836.0025, JSTOR:108042). 
  - Das Hirn des Negers, mit dem des Europäers und des Orang-Outangs verglichen. Heidelberg 1837 (Digitalisat).
- Von den Duverneyschen, Bartholinschen oder Cowperschen Drüsen des Weibs und der schiefen Gestaltung und Lage der Gebärmutter. Heidelberg / Leipzig 1840 (Digitalisat).
- Von der Verengerung und Schliessung der Pulsadern in Krankheiten. Heidelberg / Leipzig 1843 (Digitalisat).
- Von lebenden Würmern und Insekten in den Geruchs-Organen des Menschen, den Zufällen, welche sie verursachen und den Mitteln sie auszutreiben. Mannheim 1844 (Digitalisat).
- Supplementa ad Tabulas arteriarum corporis humani / Ergänzungen zu den Abbildungen der Pulsadern des menschlichen Körpers. Heidelberg 1846 (Digitalisat, Digitalisat).
- Geschichte des Tabaks und anderer ähnlicher Genussmittel. Brönner, Frankfurt a. M. 1854 (Digitalisat).